# Csaba Kőrösi
Csaba Kőrösi (prononcé en hongrois : [tʃɒbɒ køːrøʃi]), né en 1958 à Szeged, est un diplomate hongrois. Il est président de la 77e assemblée générale des Nations unies entre septembre 2022 et septembre 2023,,. Il était auparavant directeur de la durabilité environnementale au bureau du président de la Hongrie.

## Enfance et éducation
Csaba Kőrösi étudie à l'Institut d'État des relations internationales de Moscou, à l'Institut des relations internationales de l'université de Leeds, au Truman Institute for Middle East Studies à l'université hébraïque de Jérusalem, et à la Harvard Kennedy School à l'université Harvard.

## Carrière
Csaba Kőrösi rejoint le ministère des Affaires étrangères en 1983 et sert dans différents pays, notamment en Grèce, Israël et Libye. Il a également été le représentant permanent de la Hongrie auprès des Nations unies et a occupé le poste de vice-président de l'Assemblée générale de 2011 à 2012. Il a été secrétaire d'État adjoint chargé de la politique de sécurité, de la diplomatie multilatérale et des droits de l'homme avant d'être nommé directeur de la durabilité environnementale au cabinet du président hongrois,.

### Président de l'Assemblée générale des Nations unies
Le 7 juin 2022, Csaba Kőrösi est élu président de l'Assemblée générale des Nations unies pour sa soixante-dix-septième session. Il succède au précédent président, Abdulla Shahid des Maldives, le 13 septembre 2022,,. Il est la deuxième personnalité hongroise à exercer cette fonction, après Imre Hollai, président de la 37e session entre 1982 et 1983.

## Récompenses
Csaba Kőrösi est récipiendaire de l'ordre du Mérite hongrois. Il a également été décoré des insignes de l'ordre du Mérite de la république de Pologne et de l'ordre grec du Phénix. Il a en outre été honoré de l'ordre pro Merito Melitensi remis par l'ordre souverain de Malte.